# Рани Мангаммал
Рани Мангаммал (Мангамма) (телугу తెలుగు; умерла в 1705 году) — королева-регентша государства Наяков в Мадурае (Мадурай, штат Тамилнад, Индия) во время несовершеннолетия своего внука Виджаи Ранга Чокканатхи в 1689—1704 годах . Она была популярным администратором и до сих пор широко известна как создательница дорог и проспектов, храмов, танков и чоултри, многие из которых до сих пор используются. Она также известна своими дипломатическими и политическими навыками и успешными военными кампаниями. Столицей королевства Мадурай в ее времена был Тируччираппалли.

## Жизнь и регентство
Мангаммал была дочерью Тупакулы Лингамы Наяка, военачальника правителя Мадурая Чокканатхи Наяка (1659—1682). Она вышла замуж за Чокканатху Наяка (+ 1682) и стала матерью Рангакришны Мутху Вираппы Наяка (1682—1689) .
Когда её муж Чоккнатха Наяк умер в 1682 году, ему наследовал их сын Вираппа Наяк. После смерти её сына в 1689 году вдова её сына была беременна. В 1689 году её сыну наследовал внук. Ее невестка совершила сати, и Мангаммал стал регентом во время несовершеннолетия ее внука .

## Регентство
Во время регентства Мангаммал были отремонтированы многие ирригационные каналы, построены новые дороги, посажены аллеи деревьев, достроены несколько муниципальных зданий, в том числе храмы и ее «Весенний дворец» в Тумкуме. В настоящее время в Мадурае находится Мемориальный музей Ганди. Шоссе от мыса Коморин было первоначально построено во времена Мангаммала и было известно как Рани Мангаммал Салай.
Она сыграла ключевую роль в оказании помощи армии Великих Моголов во время осады Джинджи. Королева Мангаммал поняла, что мартхский лидер Раджарам укрепился в форте Джинджи и намеревался атаковать Танджавур и Мадурай, если армия Великих Моголов отступит. Мангаммал вскоре признала Великих Моголов своими союзниками и начала помогать Зульфикар-хану атаковать форт Джинджи. Когда форт был захвачен Зульфикар-ханом и Мангаммалом через 8 лет, она и её семья контролировали форт под руководством Моголов.
Когда ее внук, Виджаяранга Чокканатха Наяка, достиг совершеннолетия в 1704 году, она и её премьер-министр Ачай не стали отказываться от власти. Они были схвачены командующим армией и казнены.